# شيرمان ماكسويل
شيرمان ماكسويل (بالإنجليزية: Sherman Maxwell)‏ هو مقدم تلفزيوني أمريكي، ولد في 18 ديسمبر 1907، وتوفي في 16 يوليو 2008.